# Ярдымлинский район
Ярдымли́нский райо́н (азерб. Yardımlı rayonu) — район на юго-востоке Азербайджана. Административный центр — город Ярдымлы.

## Этимология
Происхождение слова «Ярдымлы» тесно связано с наличием огнепоклонничества, распространённого  в древности на этих землях. Об этом упоминается в книге Аждара Фарзали «Родина Деде Горгуда», написанной в 4-10 веках. Посёлок Ярдымлы в данной книге упоминается как «Ярдам», что в переводе означает огонь или солнце. От этого можно предположить сущность названия Азербайджана как Страны Огней. Позднее название «Ярдам» сменилось на «Ярдымлы», сохранившееся до сегодняшнего дня.
До 19 июля 1938 года район носил название Вергядузский район, поскольку центром района являлось село Вергядуз. Этимология слова Вергядуз (тал. Вәргәдиз) происходит от двух талышских слов: «вәрг» — волк, и «диз» — крепость.

## География
Район граничит с Лерикским, Масаллинским и Джалильабадским районами Азербайджана, а также с Ираном. Самой длинной и полноводной рекой района является река Виляшчай. Её длина равна 111 км. Территория района охватывает Талышские горы (самая высокая вершина — гора Шахнишин — 2 490 м), горы Пештасарского хребта (самая высокая вершина 2 244 м) и горы Буроварского хребта.
Большая часть территории является горной и покрыта лесами. На территории Ярдымлы распространены четыре вида различных типов и подтипов почвенного покрова: типичные и смытые коричневые горнолесные почвы, бурые горнолесные почвы, дерновые горно-луговые почвы, типичные и карбонатные коричневые горнолесные почвы. Ввиду отсутствия на этой территории обледенения, в Ярдымлы в изобилии произрастают реликтовые и эндемичные породы деревьев третьего периода — акация (нильское дерево), железное дерево, дуб каштанолистный и одноглаз, а также кустарник зергин.
Здесь обитают волки, шакалы, кабаны, медведи и целый ряд других видов животных.

## Административное деление
В состав района входит город Ярдымлы, а также 87 сёл: Абасаллы, Аббасабад, Абдинли, Аваш, Авун, Авур, Авчадулан, Аллар, Алчабулаг, Ангявюль, Анзов, Арвана, Арсиля, Арус, Ашагы-Астанлы, Берджан, Билне, Бозайран, Бюрзюнбюль, Велиханлы, Вергядюх, Веров, Габагдиби, Гаравульдаш, Гарагая, Гендере, Гилар, Гюгявар, Гярванкя, Гярсава, Даг-Узю, Деллякли, Деман, Дерявар, Джиримбель, Ени-Абдинли, Ёлоджаг, Жий, Зангала, Зевин, Зейнелязир, Зенгяран, Кечалякяран, Кёрьяди, Кюрекчи, Лязир, Лязран, Мамульган, Меликли, Мирмли, Мишкирейн, Муса, Негур, Нисегаля, Одуракяран, Окю, Оснекяран, Остайыр, Пештасар, Пирембель, Порсова, Сай-Узю, Сепаради, Солгард, Сырыг, Тахирли, Тезекянд, Телавар, Тешкян, Тилякянд, Уракяран, Фындыглыгышлаг, Хамаркянд, Ханбулаг, Хонуба-Шыхлар, Хонуба, Хоравар, Хорону, Чанахбулаг, Шеля, Шефагли, Шилявенгя, Шовут, Шыхлар, Шыххюсейнли, Эчара, Юхары-Астанлы.
Сёла Дашкянд, Унеш и Аседабад упразднены.

## Население
Численность населения на 1 января 2022 года составила 69 446 человек. Плотность населения на 2013 год — до 92 человек на 1 км².

## Главы
- Агаев, Газанфар (24 марта — 29 сентября 2006)[5][6]
- Хазар Асланов (10 октября 2006 — 10 апреля 2012)[7][8]
- Хатамов Севиндик (апрель 2012 — 2016)[5]
- Аяз Аскеров (с 19 мая 2016)

## Экономика
В большей степени Ярдымлинский район является аграрным. Развивается животноводство и растениеводство. Присутствуют небольшие частные производства. Из всей территории, равной 66 720 гектар — 2 053 гектара покрывают леса, 13 тысяч гектар пригодны для ведения сельскохозяйственной деятельности. Из пригодных для сельского хозяйства земель 12 555 гектар являются приватизированными. Во времена проведения преобразований они были розданы как наделы 9 176 семьям, проживающим в районе, или 45 566 субъектам. Преобразования дали муниципалитетам землю площадью в 18 144 гектар. Основные выращиваемые сельскохозяйственные культуры: ячмень, пшеница, картофель, горох, лук, чина, томаты, чечевица, огурцы, капуста.

## Достопримечательности
В районном центре — городе Ярдымлы — имеются вымощенные каменными плитами улицы, исторический музей, небольшая мечеть и памятный мемориал в честь погибших в войнах.
На территории района часто встречаются кувшинные погребения, относящиеся к периоду от IV века до нашей эры до распространения Ислама. Найденный в селе Дяллякли в 1962 году громадный кувшин до сих пор считается единственным в своём роде в стране. Кувшинное погребение, обнаруженное у села Йолоджаг, относится к IV веку до н. э. На найденных внутри кувшинных погребений предметах имеются изображения различных небесных тел, что является ещё одним доказательством того, что ещё за тысячи лет до нашей эры люди поклонялись огню и солнцу. Найденные в похожих погребениях бытовые и производственные орудия свидетельствуют о высокой культуре людей, проживавших на территории Ярдымлы.
Является местом падения метеорита (1959), названного по имени района.

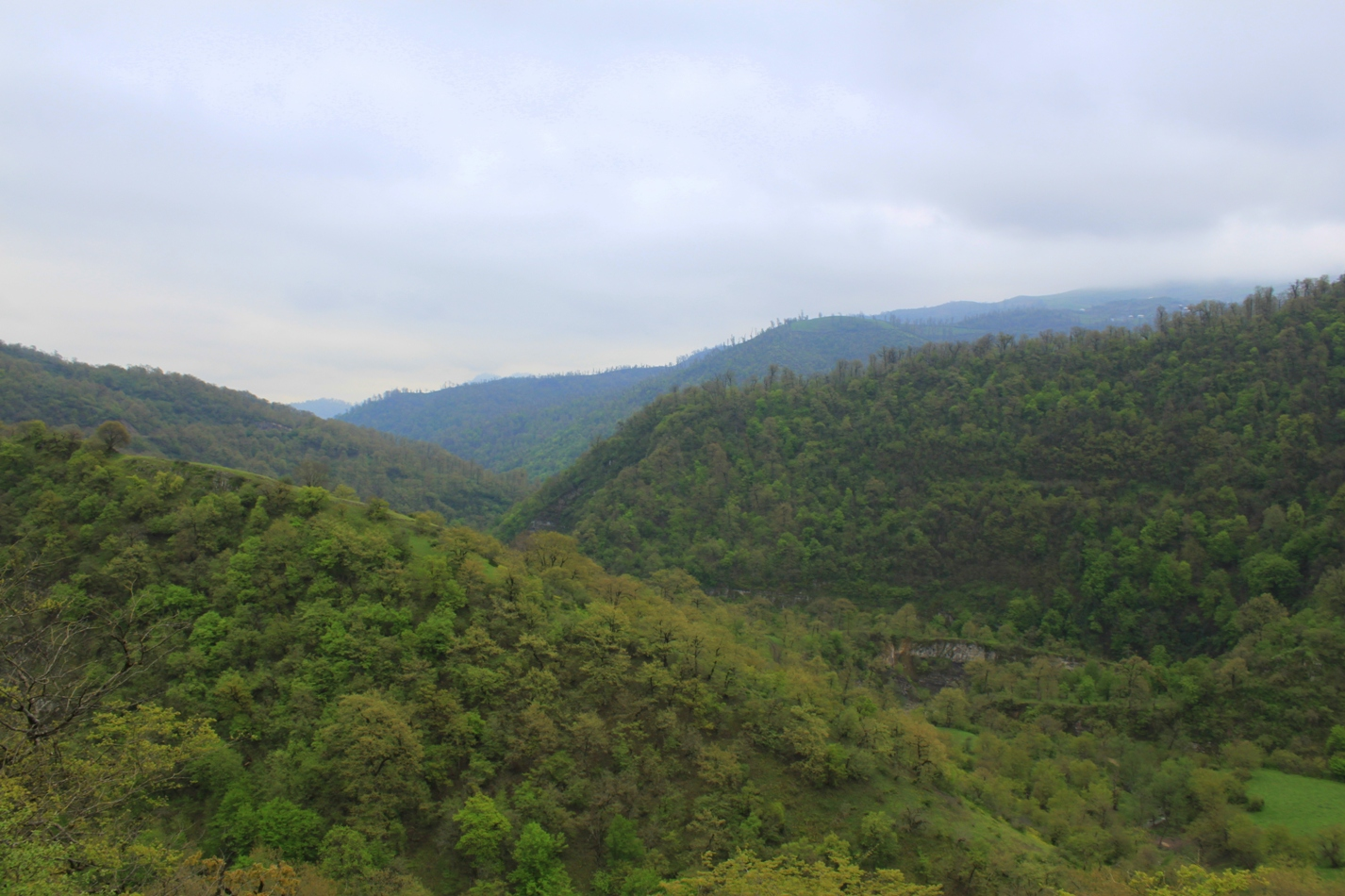
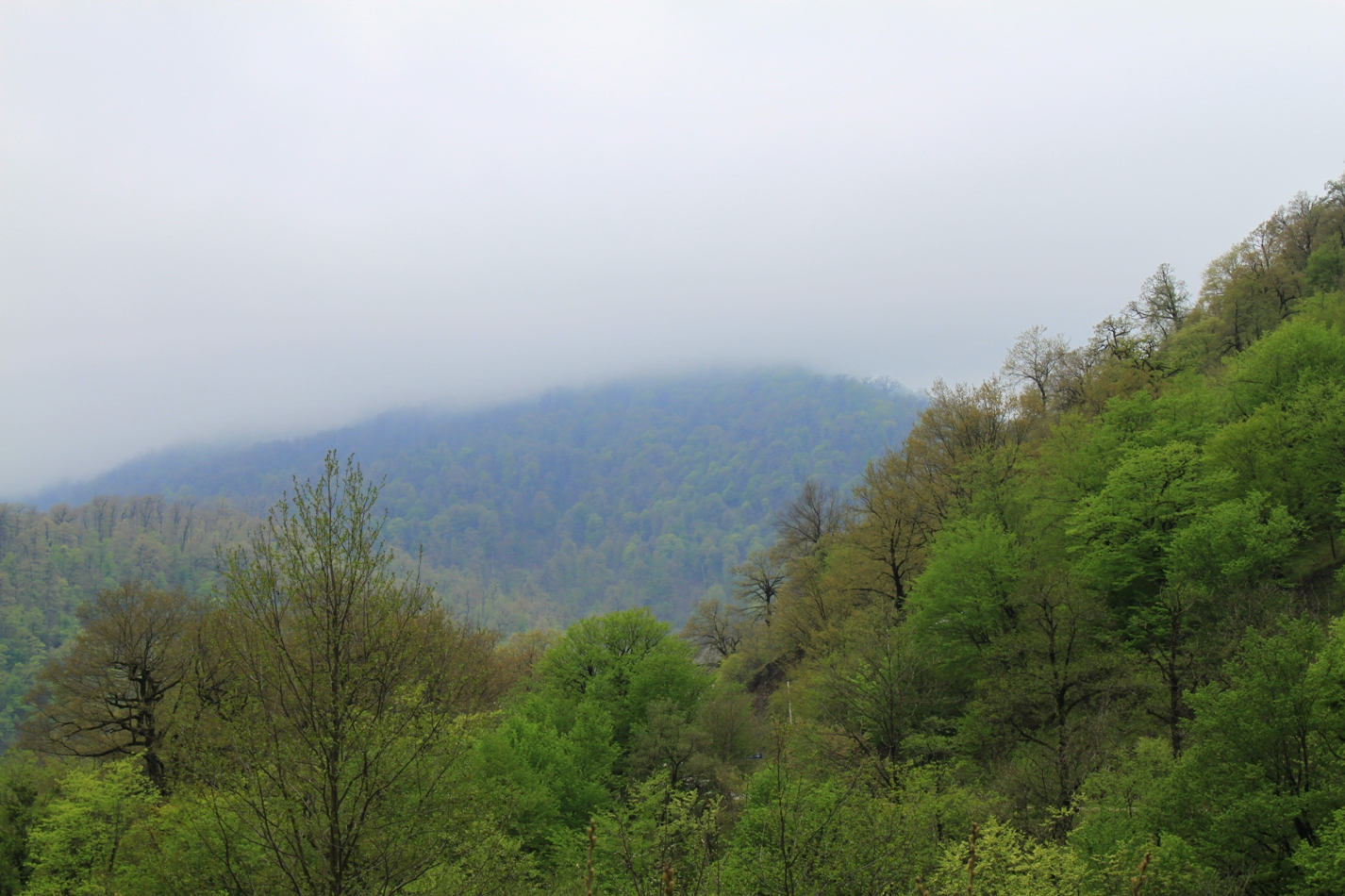
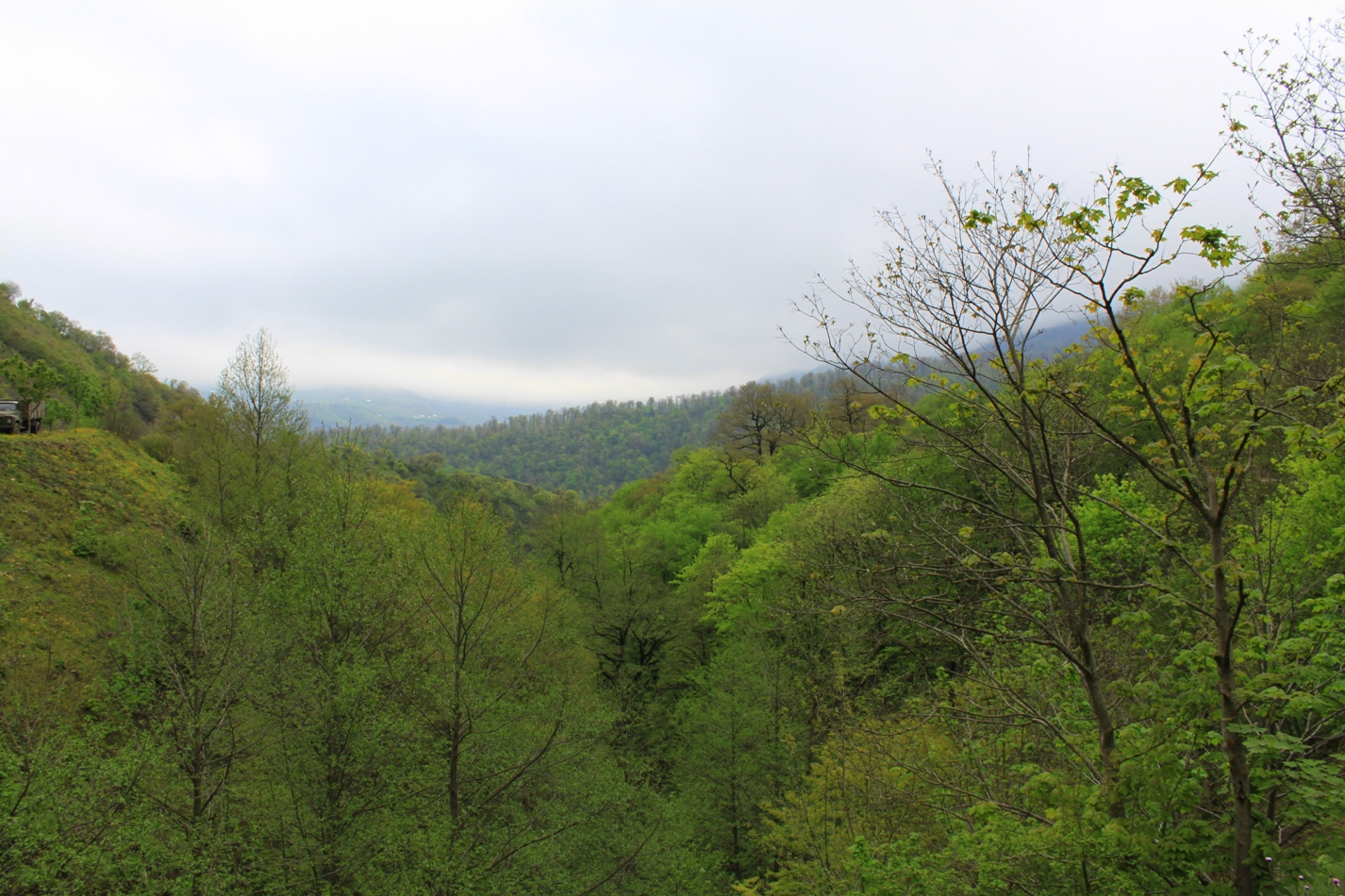
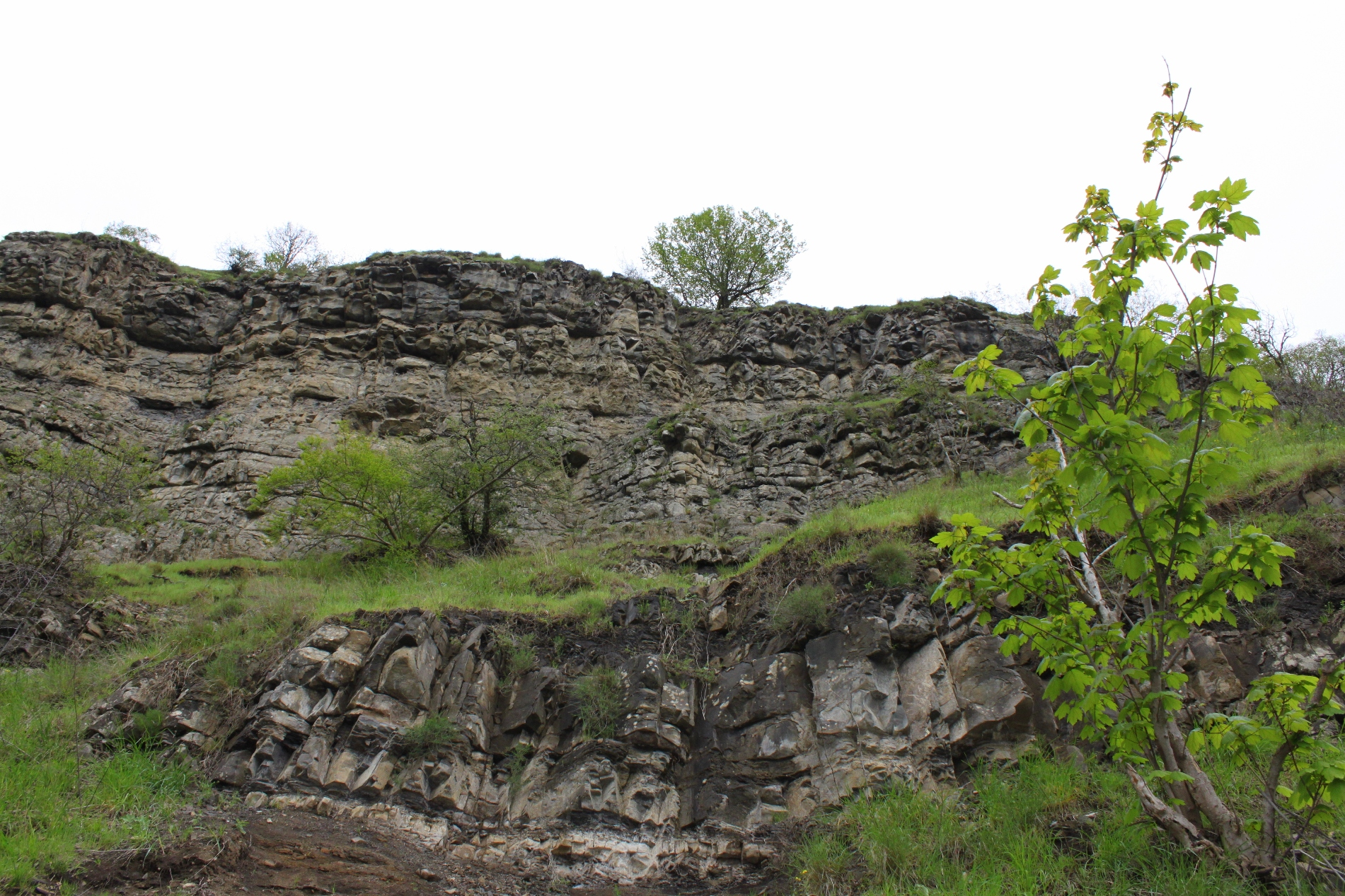
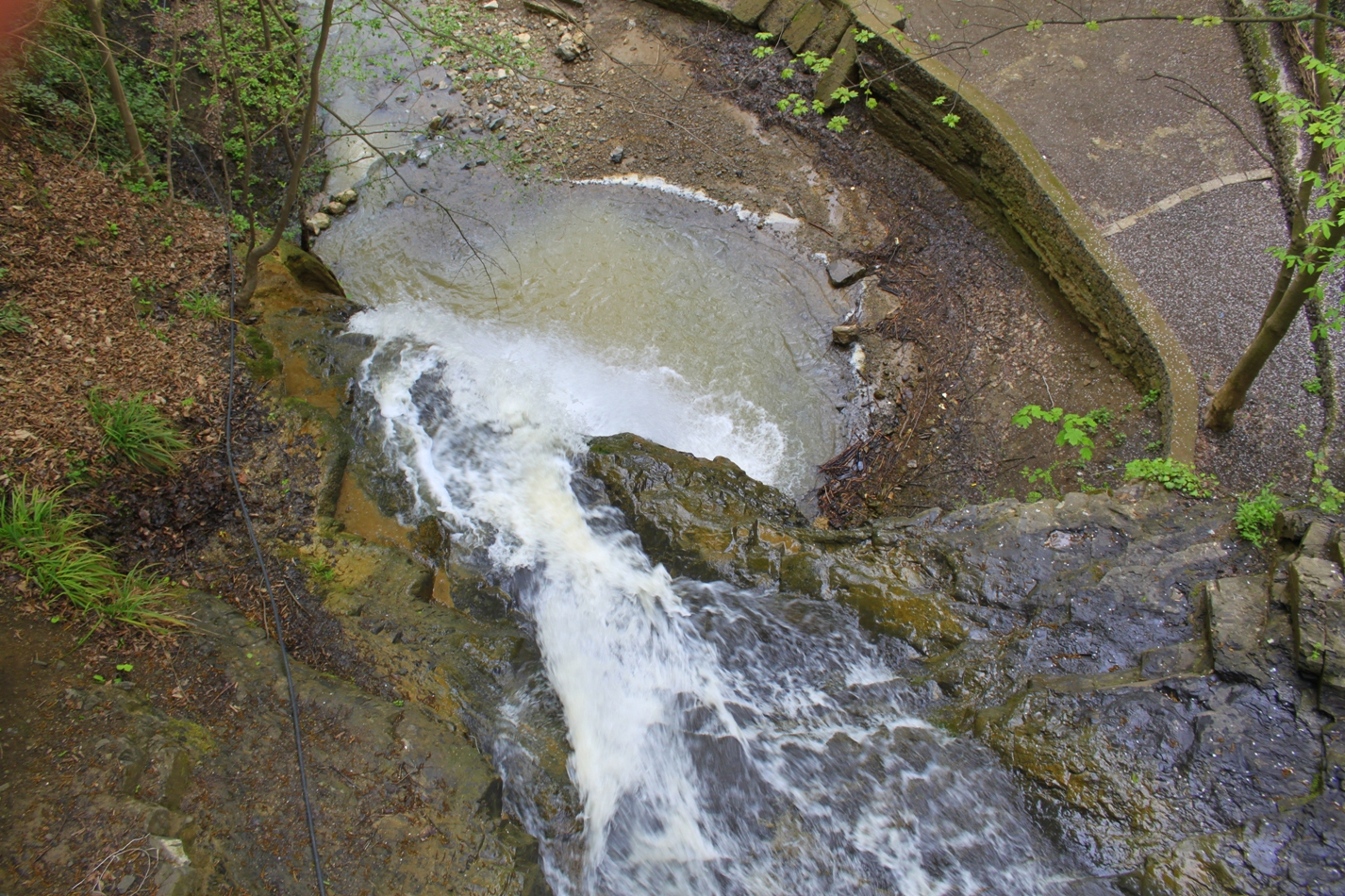
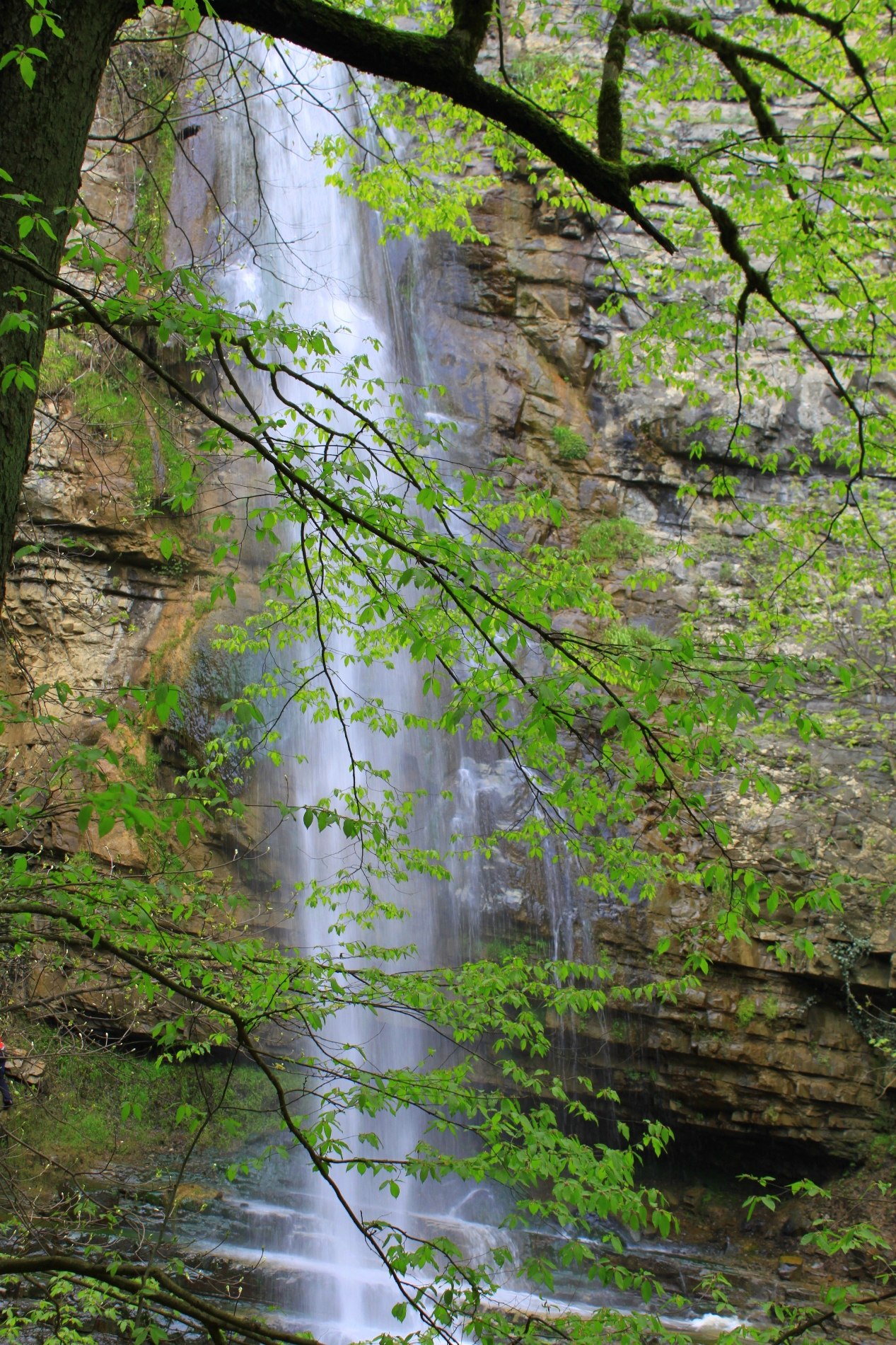
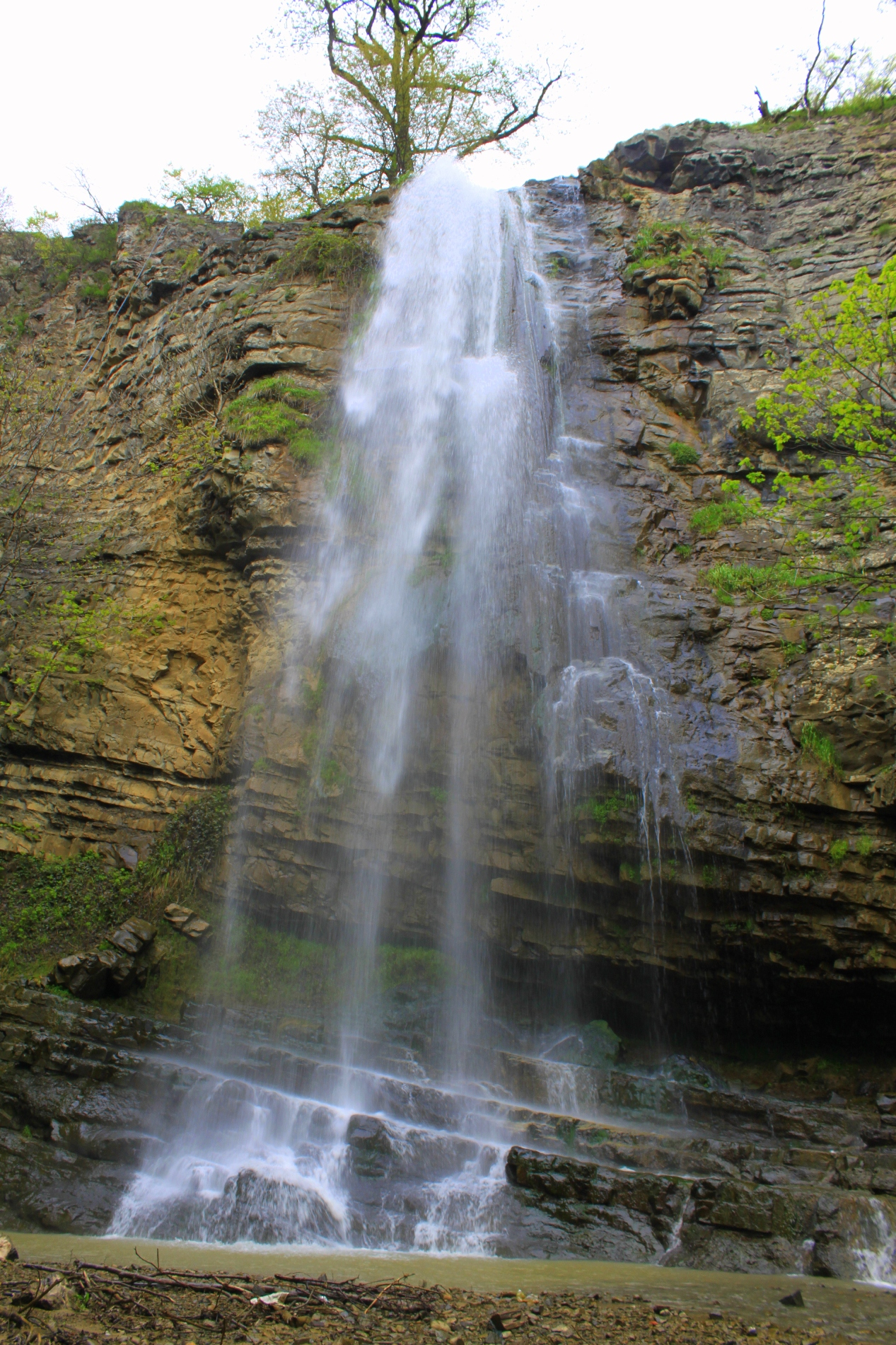
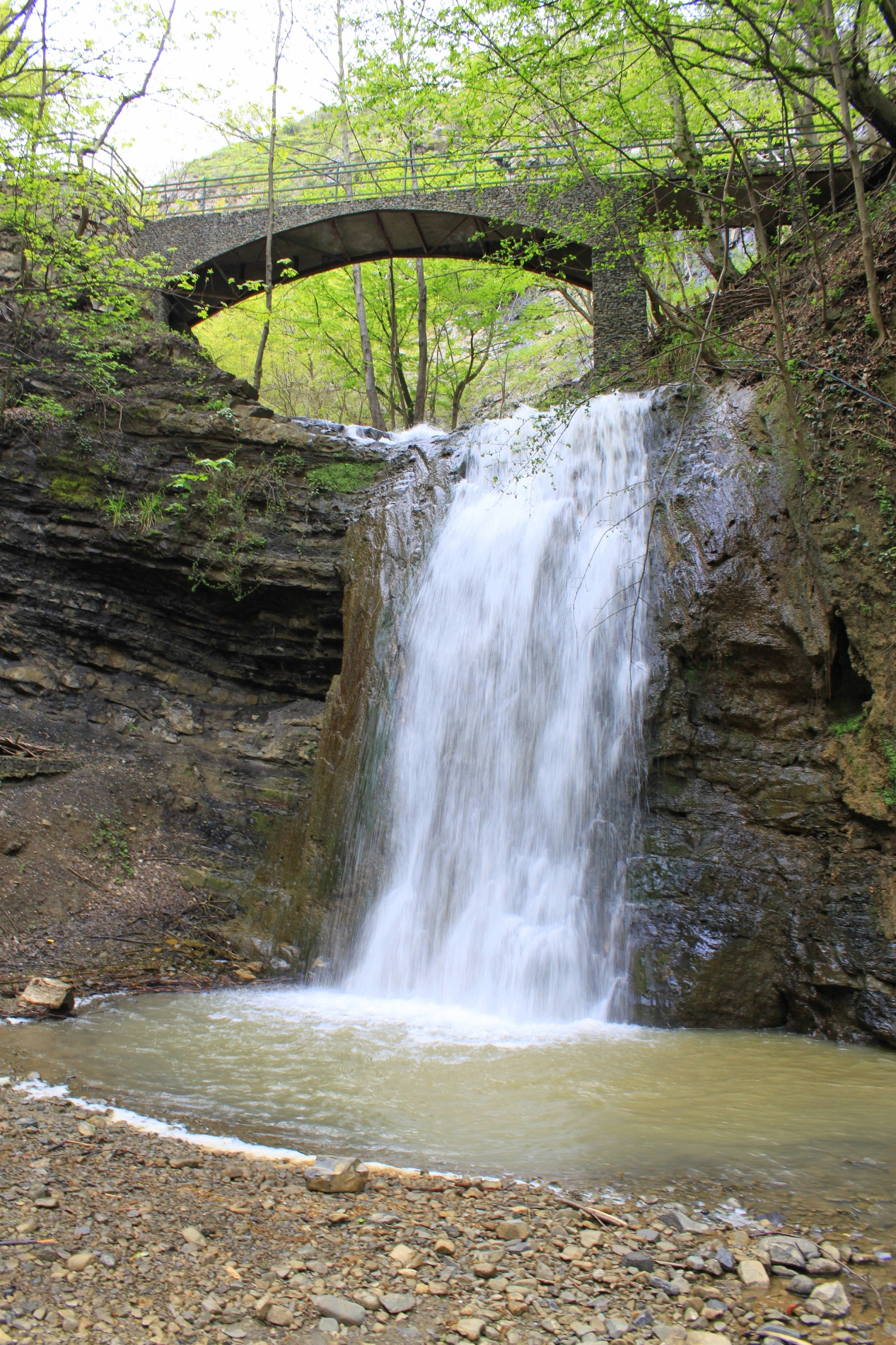

## Видные уроженцы
Среди известных уроженцев района — Сабир Рустамханлы, азербайджанский поэт, филолог и политический деятель.